# Tanakut Indian Reserve 4
Tanakut Indian Reserve 4 är ett reservat i Kanada.   Det ligger i provinsen British Columbia, i den sydvästra delen av landet, 3 500 km väster om huvudstaden Ottawa. Tanakut Indian Reserve 4 ligger vid sjön Konni Lake.
I omgivningarna runt Tanakut Indian Reserve 4 växer i huvudsak barrskog. Trakten runt Tanakut Indian Reserve 4 är nära nog obefolkad, med mindre än två invånare per kvadratkilometer.